# Braunshorn
Braunshorn est une municipalité du Verbandsgemeinde Kastellaun, dans l'arrondissement de Rhin-Hunsrück, en Rhénanie-Palatinat, dans l'ouest de l'Allemagne.

## Liens externes

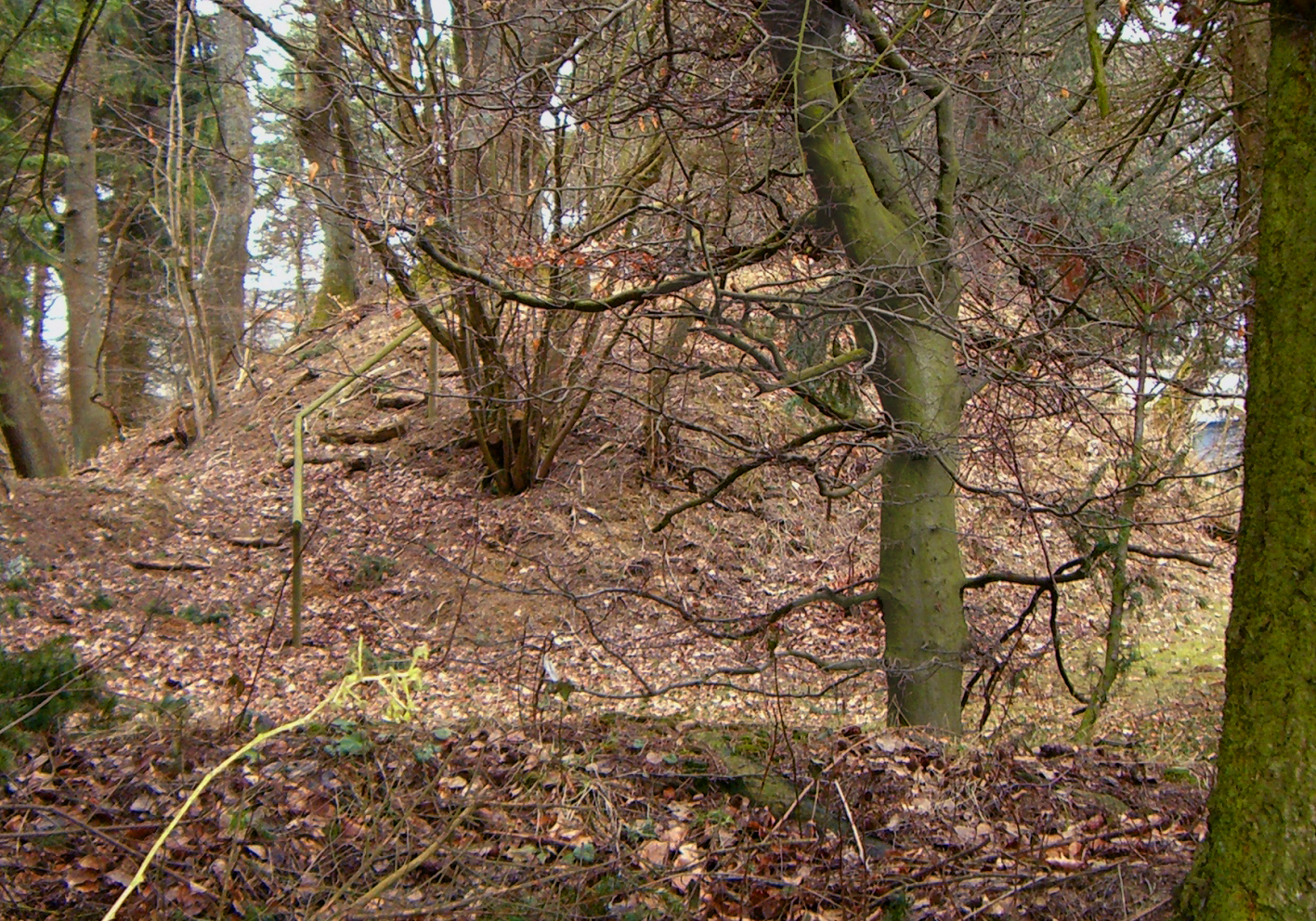
Vestiges du château Zur Alten
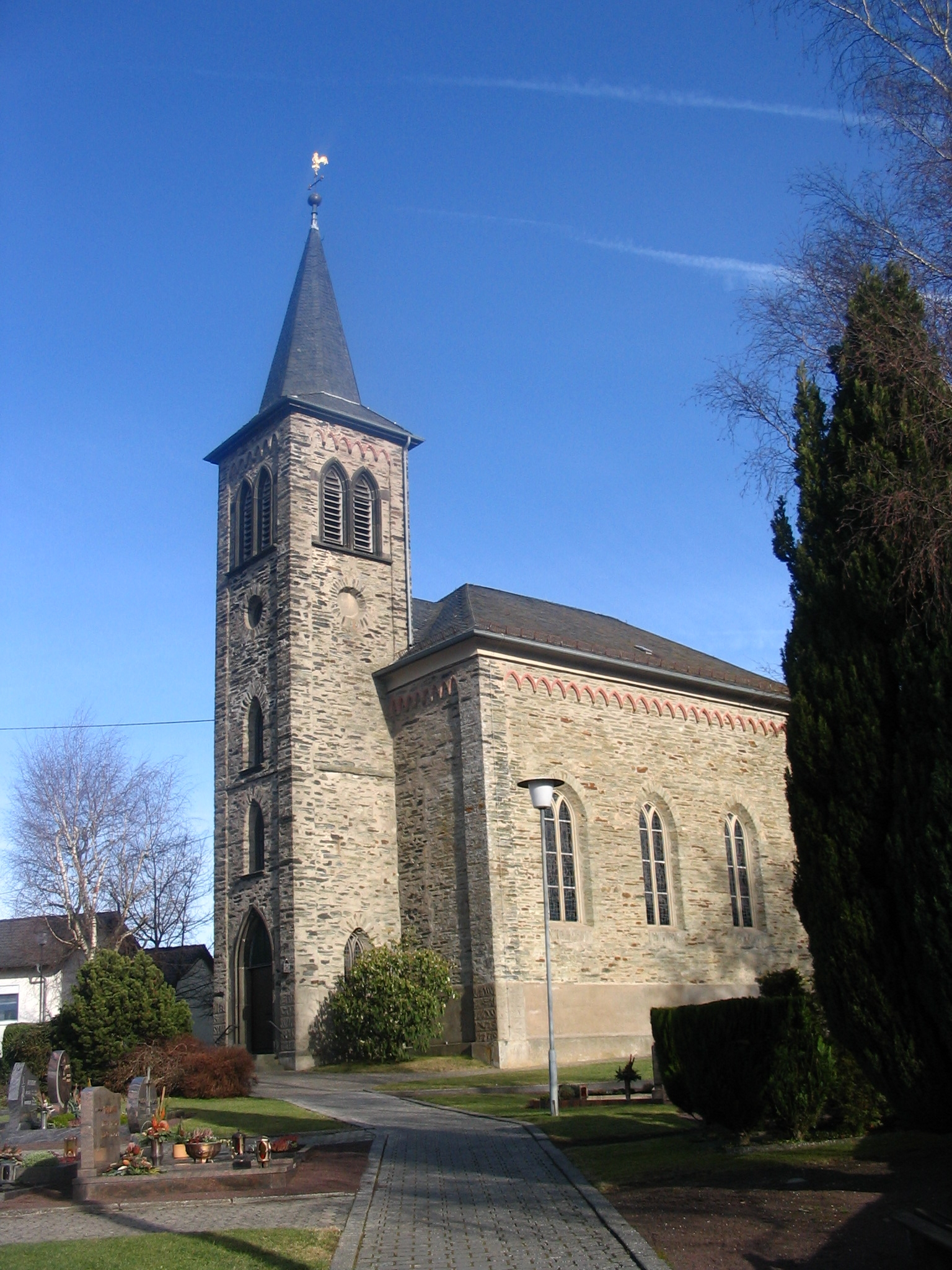
Église catholique Saint Mark
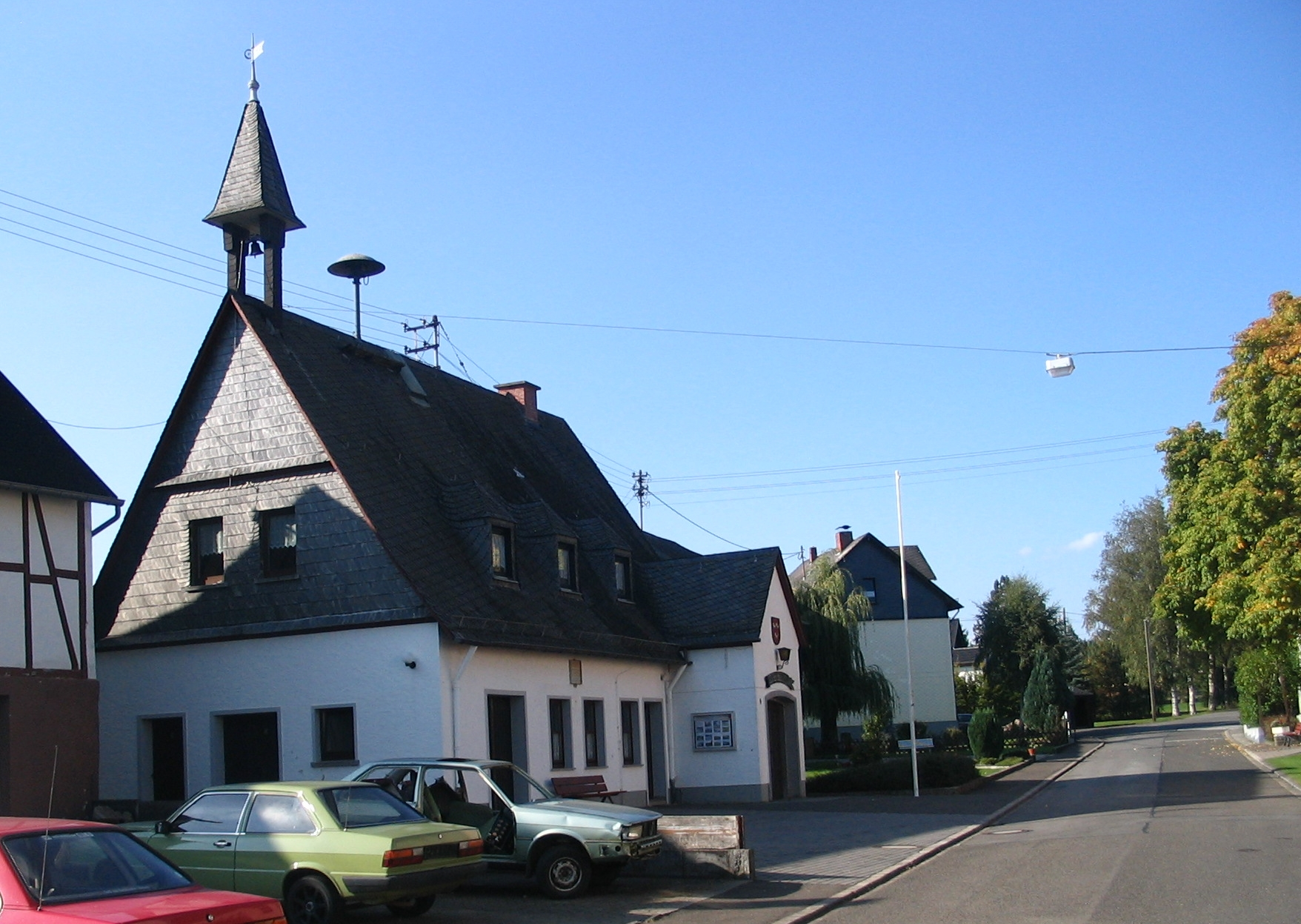
Chapelle Saint Sebastian
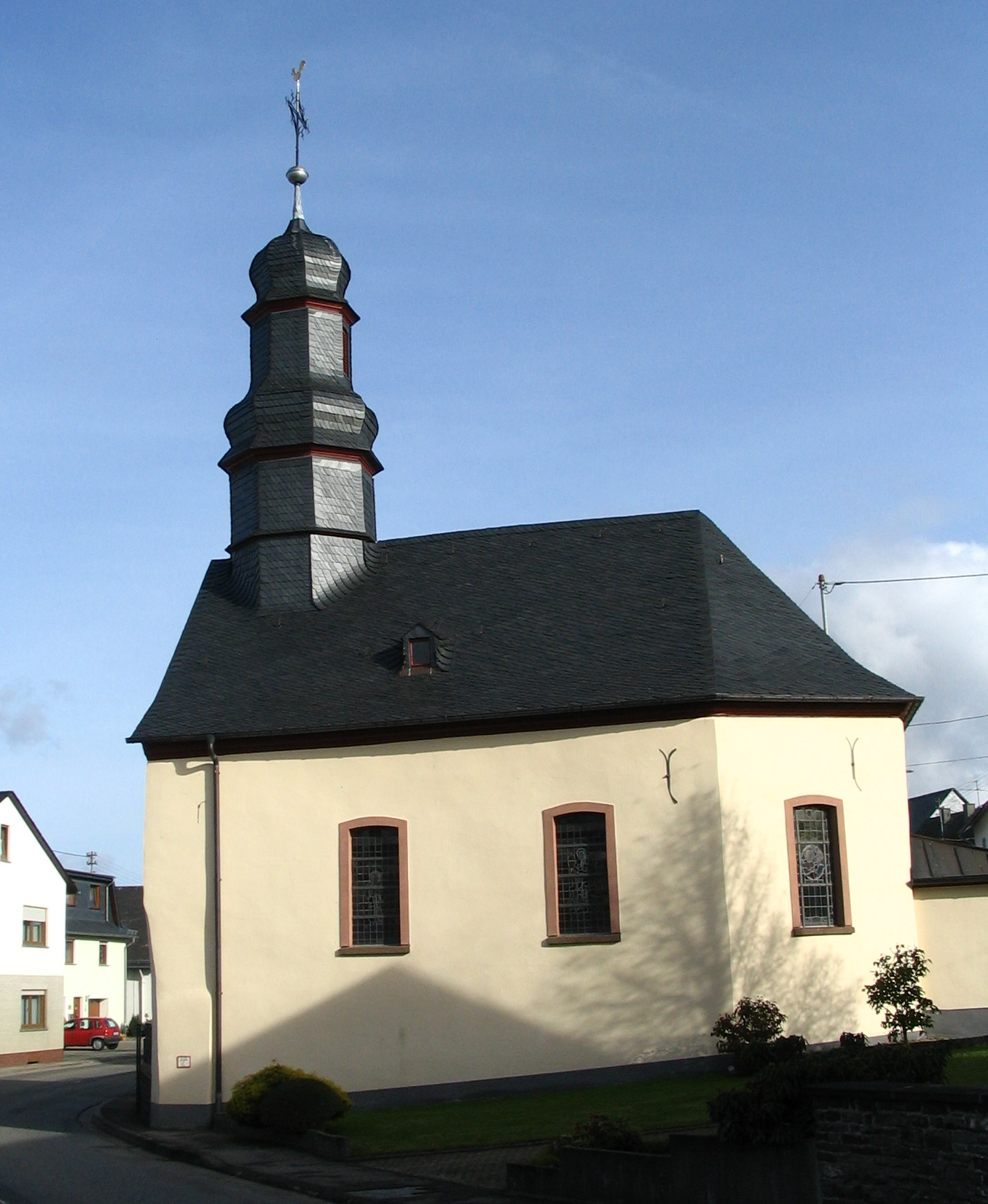
Chapelle Saint Erasmus